# Сухоборська сільська рада
Сухобо́рська сільська рада (рос. Сухоборский сельский совет) — сільське поселення у складі Щучанського району Курганської області Росії.
Адміністративний центр — село Сухоборське.
Населення сільського поселення становить 1014 осіб (2017; 1210 у 2010, 1568 у 2002).
31 жовтня 2018 року до складу сільського поселення була включена була ліквідована Тунгуйська сільська рада (село Тунгуй) площею 65,08 км².

## Склад
До складу сільського поселення входять:
| Населений пункт        | Населення, осіб (2002) | Населення, осіб (2010) |
| ---------------------- | ---------------------- | ---------------------- |
| Арасланова, присілок   | 198                    | 136                    |
| Даньково, присілок     | 295                    | 207                    |
| Сухоборське, село      | 746                    | 665                    |
| Лісна Поляна, присілок | 96                     | 58                     |
| Тунгуй, село           | 233                    | 144                    |